# Llactapata

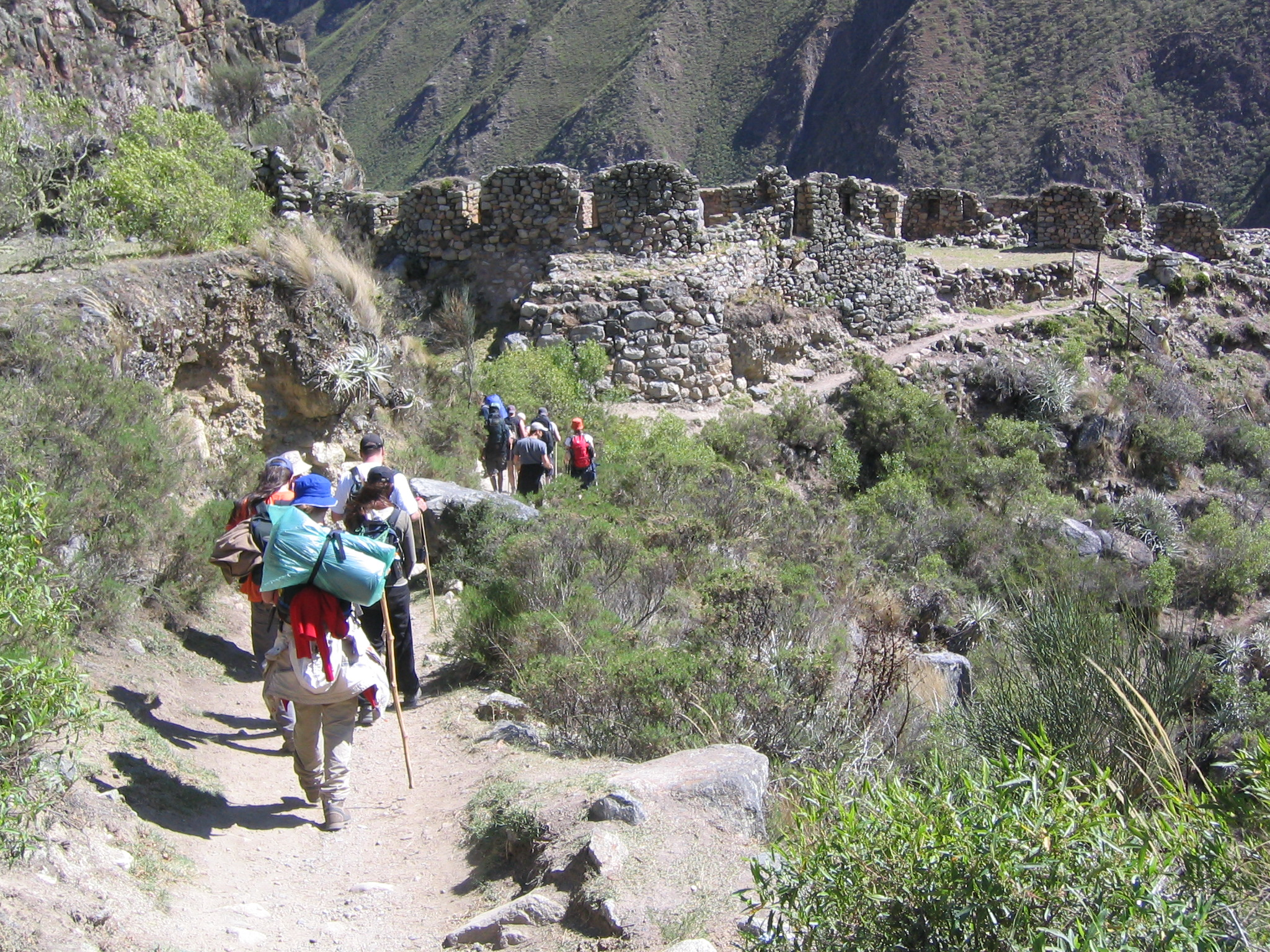
Llactapata.

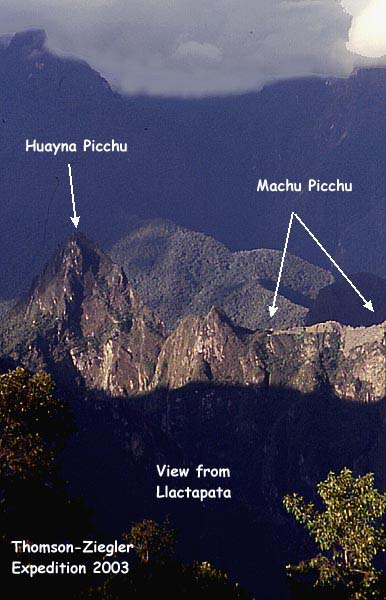

Llactapata (del quechua) es un sitio arqueológico ubicado cerca de 5 kilómetros (3,1 millas) al oeste de Machu Picchu. 
El complejo está situado en la región de Cusco, provincia de La Convención, distrito de Santa Teresa, en lo alto de una cresta entre los drenajes Ahobamba y Santa Teresa.
El sitio presenta muros con nichos. Se ubica sobre unos barrancos. Desde este lugar tiene una vista hacia Machu Picchu y Huayna Picchu.